# Penn & Teller: Bullshit!

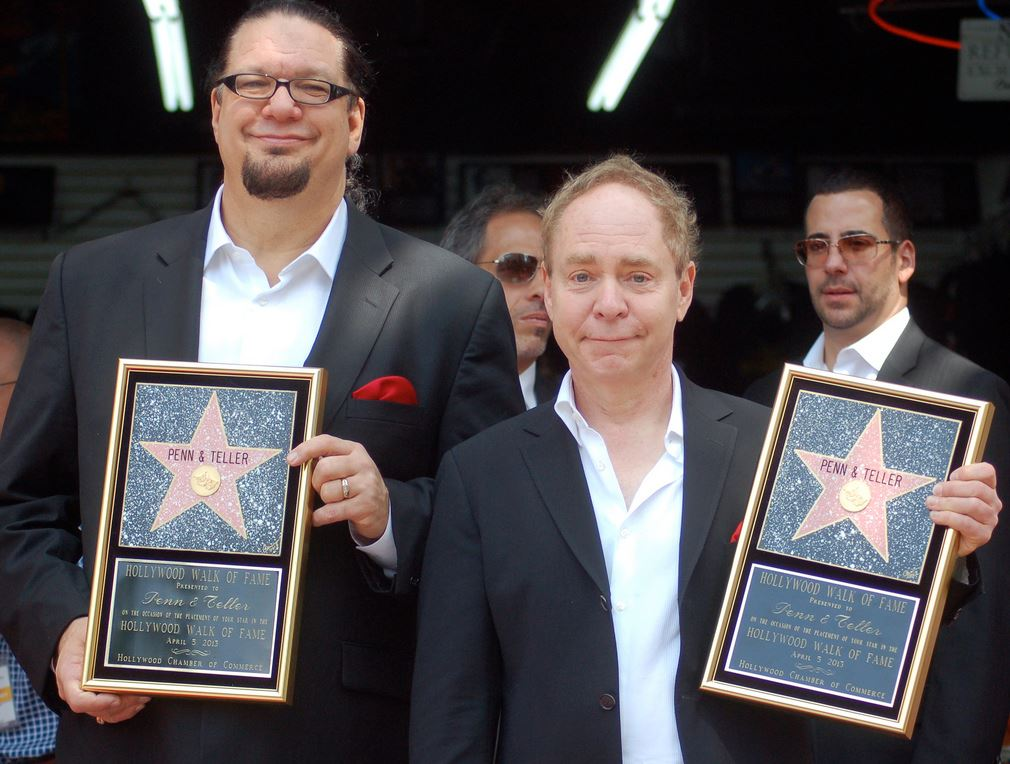
Penn & Teller op de Hollywood Walk of Fame.

Penn & Teller: Bullshit! was een Amerikaanse televisieserie welke werd uitgezonden van 2003 tot 2010. Het programma werd gepresenteerd door het illusionisten-duo Penn & Teller. De show was erop gericht pseudowetenschap, geloof in bovennatuurlijke zaken, esoterische hypes en veelvoorkomende misverstanden te ontkrachten aan de hand van feitelijke argumenten en deskundige bronnen.
Dit op dezelfde toon van uitgesproken meningen en commentaar voorzien door Penn & Teller als de eigen shows. Vaak werden alternatieve motieven aangewezen waarom voormannen van onderwerpen in het programma hun ideeën aan anderen wilden opdringen.

## Afleveringen

#### Seizoen 1
1. Talking to the Dead - Over 'channelling'.
2. Alternative Medicine - Over alternatieve geneeswijzen.
3. Alien Abductions - Over ontvoeringen door buitenaardse wezens.
4. End of the World - Over mensen die zich bezighouden met het eindigen van de wereld.
5. Second Hand Smoke / Baby Bullshit - Over passief roken en vermeende invloeden op de ontwikkeling van baby's.
6. Sex, Sex, Sex - Over de invloed van seks op de commerciële markt.
7. Feng Shui / Bottled Water - Over feng shui en het vermeende verschil tussen water uit de kraan en dat in flessen.
8. Creationism - Over bijbels creationisme.
9. Self-Helpless - Over de waarde van motivatietraining (zoals bijvoorbeeld Emile Ratelband).
10. ESP - Over buitenzintuiglijke waarneming.
11. Eat This! - Over onzinnige diëten en genetisch gemanipuleerd voedsel.
12. Ouija Boards / Near Death Experiences - Over de werking van ouijaborden en het chemische proces dat zich afspeelt in de hersenen bij bijna-doodervaringen.
13. Environmental Hysteria - Over de opwarming van de Aarde, watervervuiling, luchtvervuiling, zure regen, het uitsterven van diersoorten en de activiteiten van Greenpeace.

#### Seizoen 2

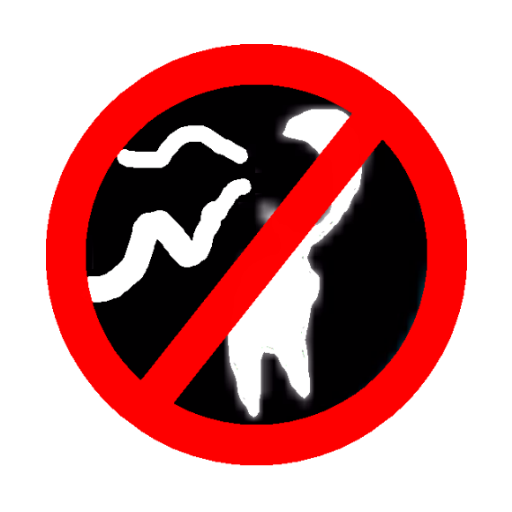
Seizoen 2: Death, Inc.

1. P.E.T.A. - Over de donkere kanten van dierenrechtenorganisatie PETA.
2. Safety Hysteria - Over het mensen angst aanjagen voor commercieel gewin.
3. The Business of Love - Over de chemie van liefde en over monogamie.
4. War on Drugs - Over de leugens en waarheden van drugspreventie.
5. Recycling - Over de zin en onzin in verband met recycling.
6. Profanity - Over het gegeven dat (verbale) godslastering niets is om je druk over te maken.
7. Yoga, Tantric Sex, Etc. - Over de ongefundeerdheid van new age.
8. Fountain of Youth - Over de grote hoeveelheden niet-werkzame middelen in de markt ter lichamelijke verjonging en -behoud.
9. Death, Inc. - Over de industrietakken die geld verdienen aan het overlijden van mensen.
10. 12-Stepping - Over de effectiviteit van stappenplannen als die van de Anonieme Alcoholisten en of alcoholisme een ziekte is of niet.
11. The Bible: Fact or Fiction? - Over de historische onwaarschijnlijkheid van bijbelse gebeurtenissen, gezien de tegenstrijdigheden en onwaarschijnlijkheden daarin. Als criticus komt wetenschappelijk auteur Michael Shermer aan het woord, als apologeet hoogleraar Oudheid Paul L. Maier.
12. Exercise vs. Genetics - Aanleg is van meer invloed dan gedrag in het dik worden.
13. Hypnosis - Over de grenzen van hypnose en beweringen die (veel) meer beloven.

#### Seizoen 3

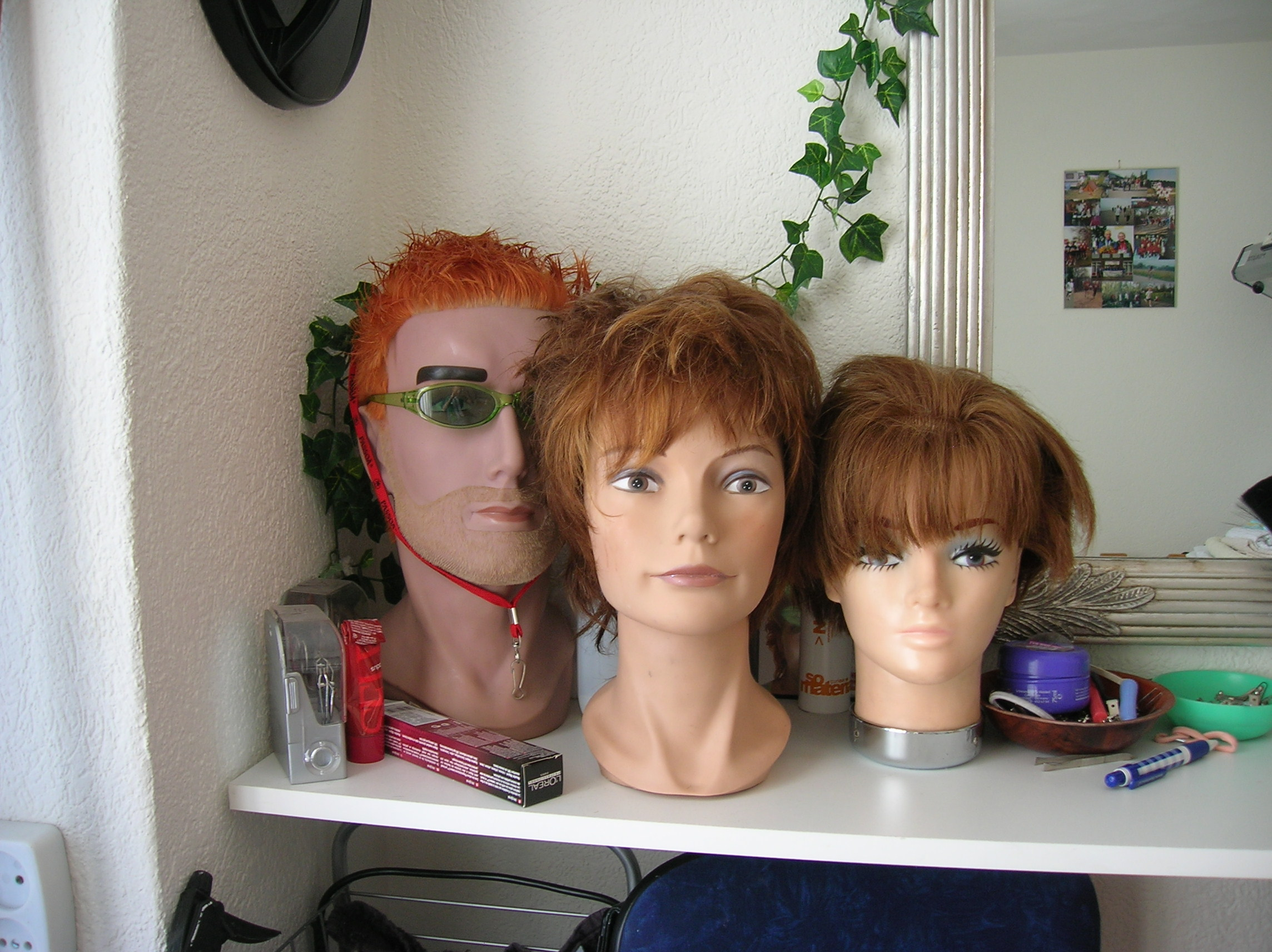
Seizoen 3: Hair

1. Circumcision - Een bespiegeling op de religieuze, historische, medische en ethische argumenten in verband met besnijdenissen.
2. Family Values - Een beschouwing op de vraag of een gezin per se uit een man, vrouw, twee kinderen en een hond dient te bestaan.
3. Conspiracy Theories - Over de groeiende aanhang van complottheorieën.
4. Life Coaching - Over de vraag of 'levenstrainers' iets van waarde te bieden hebben of voor veel geld nonsens verkopen.
5. Holier Than Thou - Over de donkere kanten van Moeder Theresa, Mahatma Gandhi en de veertiende dalai lama.
6. College - Een kritische kijk op het lesaanbod van Amerikaanse middelbare scholen en hun economische motivaties.
7. Big Brother - Een kritische beschouwing op de vrijheid - en de beperking daarvan - van burgers in de Verenigde Staten.
8. Hair - Over veranderende trends in haarmode.
9. Gun Control - Over het (Amerikaanse) recht op vuurwapenbezit en eventuele beperking daarvan.
10. Ghost Busters - Een weerlegging van de methodes gebruikt door mensen die beweren geesten waar te nemen en te kunnen verdrijven.
11. Endangered Species - Een kritische kijk op het nut van het beschermen van bedreigde diersoorten.
12. Signs from Heaven - Over mensen die religieuze tekens waar schijnen te nemen in/op alledaagse voorwerpen.
13. The Best - Over de voortdurende, nooit te winnen, race waartoe consumenten verleid worden om alsmaar het schijnbaar 'best mogelijke' aan te schaffen.

#### Seizoen 4

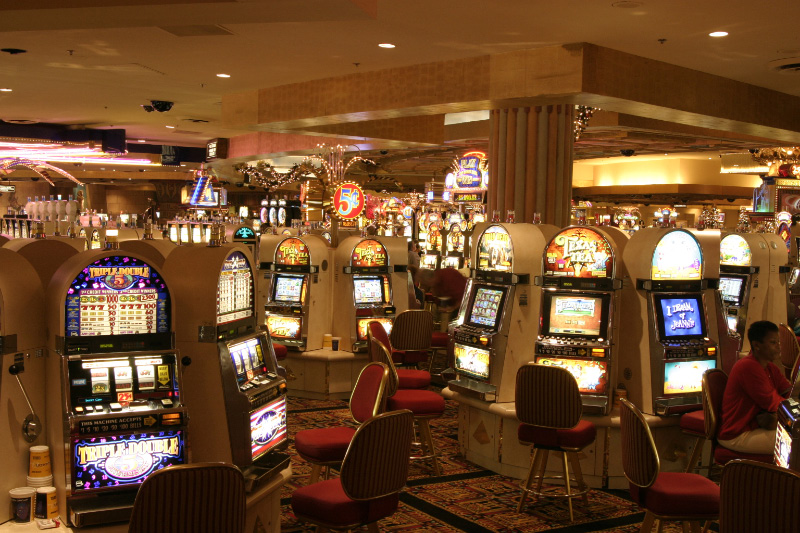
Seizoen 4: Numbers

1. The Boy Scouts - Over hoe voornamelijk mormonen de scouting leiden in de Verenigde Staten en daarbij homoseksuelen en atheïsten weigeren als leden.
2. Prostitution - Een kritische beschouwing op het verbod op vrijwillige en aan alle veiligheids- en gezondheidsregels voldoende prostitutie.
3. The Death Penalty - Een betoog tegen de doodstraf.
4. Cryptozoology - Over cryptozoölogie, het ontstaan daarvan en de vele hoaxes op dit gebied.
5. Ground Zero - Een beschouwing op wat er in vijf jaar is gebeurd qua heropbouw van Ground Zero in New York.
6. Pet Love - Over mensen die erg ver gaan in de liefde voor hun huisdieren.
7. Reparations - Over financiële vergoedingen van de overheid aan mensen wier (al dan niet verre) voorouders het slachtoffer waren van onder meer slavernij, dwangarbeid in oorlogstijd en illegale onteigening van land.
8. Manners - Over het ontstaan van etiquette en in hoeverre dit in het heden nog nuttig is.
9. Numbers - Over hoe er met statistieken en kansrekening in bijvoorbeeld Las Vegas met 'nooit liegende cijfers' gelogen wordt.
10. Abstinence - Over hoe de promotie van seksuele onthouding slecht is voor de gezondheid, voor de psychische ontwikkeling en onterecht wordt geadverteerd als enige methode om aan risico's van seks te ontkomen.

#### Seizoen 5

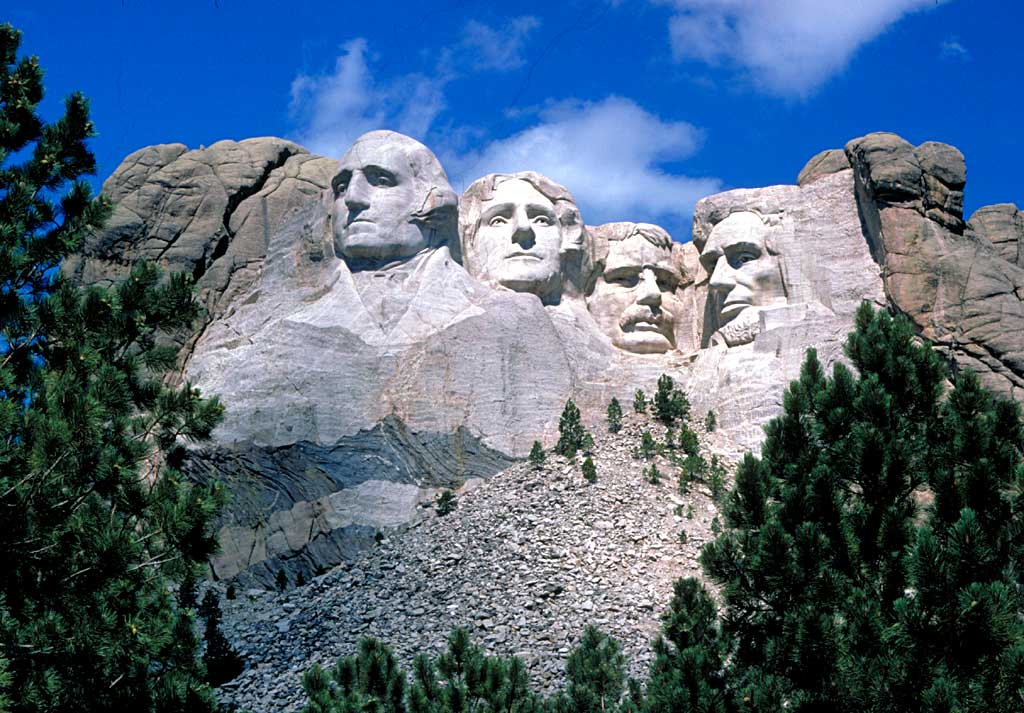
Seizoen 5: Mount Rushmore

1. Obesity - Over de markt rond te dikke mensen en de strijd tegen overgewicht.
2. Wal-Mart Hatred - Een kritische beschouwing van de klachten van protesterenden tegen de opkomst van grote concerns als Wal-Mart.
3. Breast Hysteria - Over de Amerikaanse fascinatie voor en het taboe op borsten.
4. Detoxing - Over het vermeende nut en de slechte kanten van ontgiften.
5. Exorcism - Penn & Teller bezoeken drie gevallen van vermeend exorcisme en hebben een gesprek met Anton Szandor LaVey.
6. Immigration - Over broodjeaapverhalen rond immigratie.
7. Handicapped Parking - Over de inhoud van de Americans with Disabilities Act.
8. Mount Rushmore - Over de geschiedenis en manipulatie daarvan van Mount Rushmore en extreem patriottisme.
9. Nukes, Hybrids & Lesbians - Over kernenergie.
10. Anger Management - Over cursussen woedebeheersing en het ontladen van emoties.

#### Seizoen 6

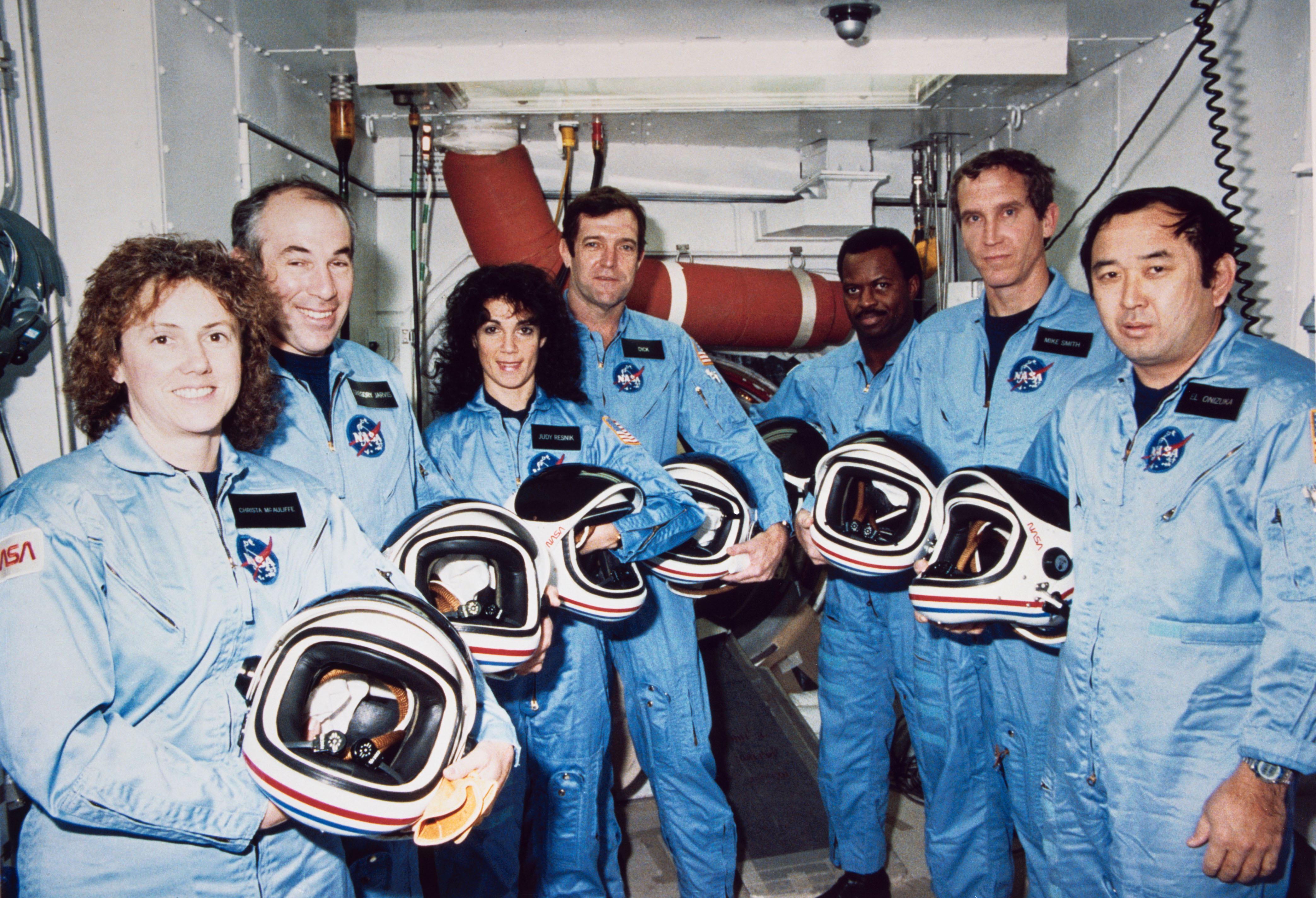
Seizoen 6: NASA

1. War on Porn - Over pogingen porno op internet aan banden te leggen en de vermeende schadelijke gevolgen van pornografie.
2. New Age Medicine - Over het wel of niet werken van door New Age aangedragen geneesmiddelen.
3. NASA - Over de financiering van NASA.
4. Dolphins - Over vermeende gaven van dolfijnen.
5. Sleep, Inc. - Over producten die een betere nachtrust beloven.
6. Being Green - Over schuldgevoel dat consumenten wordt aangepraat in verband met al dan niet milieuvriendelijke producten.
7. Sensitivity Training - Over lessen in gevoeligheid.
8. Stranger Danger - Over het kinderen aanpraten van voorzichtigheid voor vreemden, terwijl agressors vaker bekenden zijn.
9. World Peace - Over de onhaalbaarheid van volledige wereldvrede en preventief militair ingrijpen.
10. Good O'l Days - Over inaccurate nostalgische herinneringen.

#### Seizoen 7

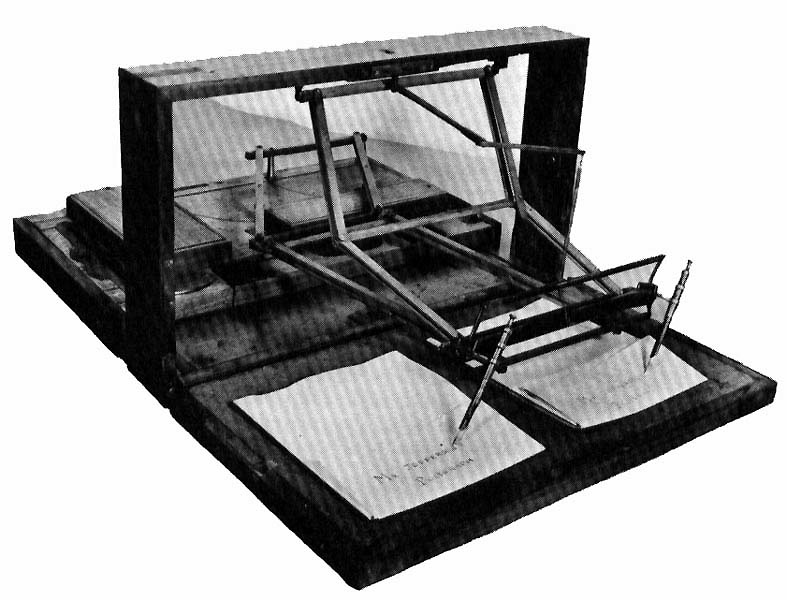
Seizoen 7: leugendetector

1. Orgasms - Over methodes om de intensiteit van orgasmes te vergroten.
2. Astrology - Over de ideeën waarop astrologie is gebaseerd.
3. Video Games - Over de suggestie dat computerspellen aanzetten tot agressie.
4. The Apocalypse - Over het 2012-fenomeen.
5. Lie Detectors - Over de onbetrouwbaarheid van leugendetectors.
6. Organic Food - Over de vermeende voordelen van biologische voeding.
7. Taxes - Over de oneerlijkheid van het Amerikaanse belastingstelsel.
8. Lawns - Over de industrie rond voortuinen.
9. Stress - Over de moderne ideeën over stress.
10. The Vatican - Over hoe het Vaticaan omgaat met seks en seksschandalen.

#### Seizoen 8

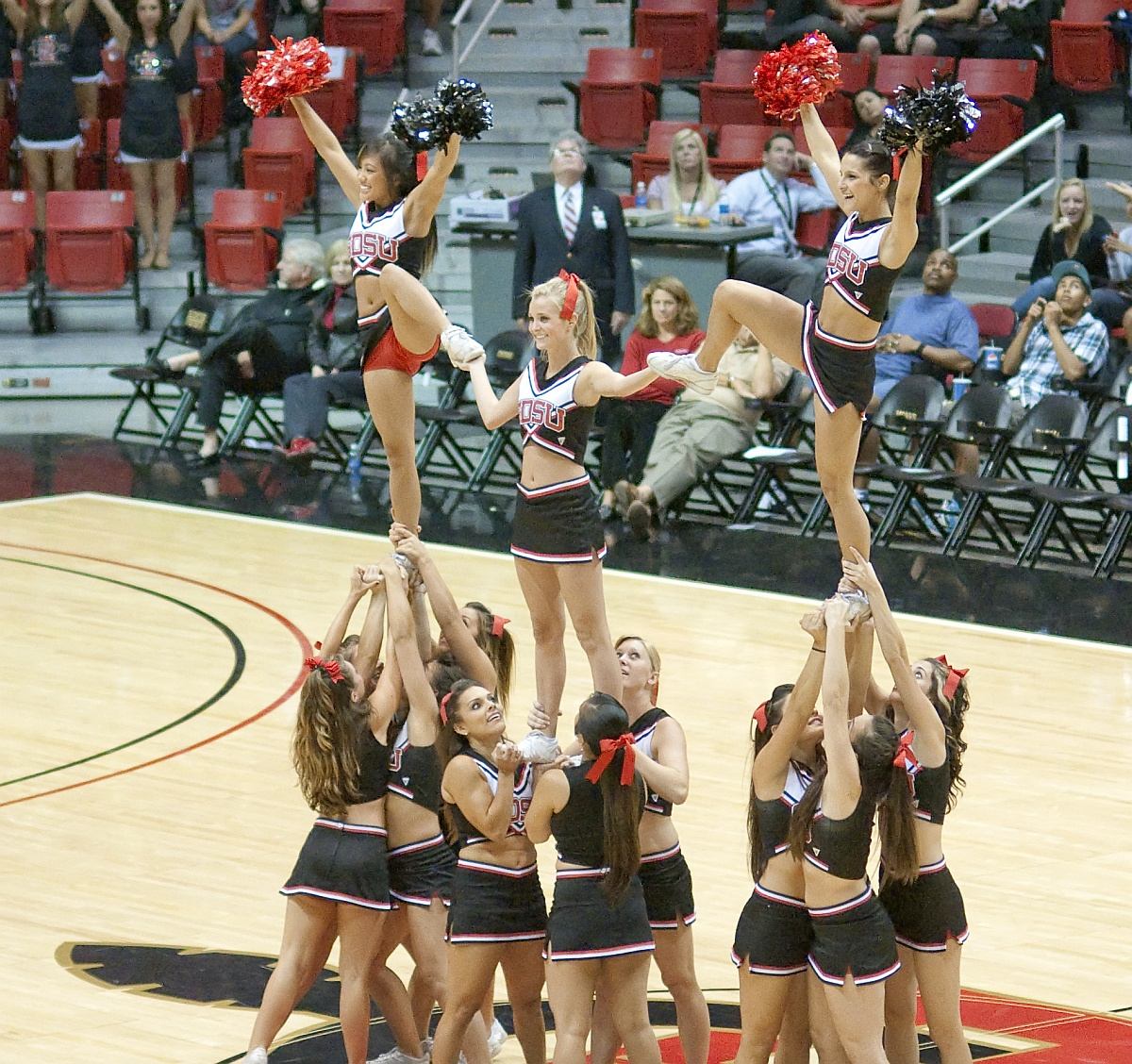
Seizoen 8: cheerleading

1. Cheerleaders - Over het moeten zien van cheerleading als sport.
2. Fast Food - Over het recht van mensen om zelf te kiezen wat ze eten.
3. Martial Arts - Over het vermeend onterechte gevoel van veiligheid dat training in vechtsporten oplevert en de gevolgen daarvan.
4. Teen Sex - Over het niet verbieden van tienerseks, maar propageren van voorlichting.
5. Easy Money - Over de gevolgen van multi-level marketing.
6. Area 51 - Over mensen die alleen zien wat ze willen zien.
7. Criminal Justice - Over het Amerikaanse rechtssysteem waarin gelijk krijgen belangrijker lijkt dan gelijk hebben en de onvolkomenheden van sommige bewijsvoeringen.
8. Old People - Over stereotypen over ouderen en euthanasie.
9. Self-esteem - Over de gevolgen van het te veel promoten van de opbouw van zelfvertrouwen.
10. Vaccinations - Over het onterechte verband dat door een groep werd gelegd tussen autisme en inentingen.